# Густаво Мендес
Густаво Мендес (ісп. Gustavo Méndez, нар. 3 лютого 1971, Монтевідео) — колишній уругвайський футболіст, захисник, півзахисник.

## Клубна кар'єра
У дорослому футболі дебютував 1990 року виступами за команду клубу «Насьйональ», в якій провів п'ять сезонів, взявши участь у 68 матчах чемпіонату. За цей час виборов титул чемпіона Уругваю.
Своєю грою за цю команду привернув увагу представників тренерського штабу італійського клубу «Віченца», до складу якого приєднався 1995 року. Відіграв за команду з Віченци наступні чотири сезони своєї ігрової кар'єри. Більшість часу, проведеного у складі «Віченци», був основним гравцем команди. За цей час додав до переліку своїх трофеїв титул володаря Кубка Італії.
Протягом 1999–2001 років захищав кольори «Торіно».
2002 року повернувся до «Насьйоналя», за який відіграв ще 3 сезони. Граючи у складі «Насьйоналя» також здебільшого виходив на поле в основному складі команди. Завершив професійну кар'єру футболіста виступами за команду «Насьйональ» (Монтевідео) у 2005 році.

## Виступи за збірну
1993 року дебютував в офіційних матчах у складі національної збірної Уругваю. Протягом кар'єри у національній команді, яка тривала 10 років, провів у формі головної команди країни 46 матчів.
У складі збірної був учасником чемпіонату світу 2002 року в Японії і Південній Кореї, розіграшу Кубка Америки 1995 року в Уругваї, здобувши того року титул континентального чемпіона, а також розіграшу Кубка Конфедерацій 1997 року у Саудівській Аравії.

## Титули і досягнення
- Чемпіон Уругваю (1):

«Насьйональ»: 1992
- Володар Кубка Італії (1):

«Віченца»: 1996-97
- Володар Кубка Америки (1):

 Уругвай: 1995